# Liopygus famelicus
Liopygus famelicus är en skalbaggsart som beskrevs av Lewis 1892. Liopygus famelicus ingår i släktet Liopygus och familjen stumpbaggar. Inga underarter finns listade i Catalogue of Life.